# La Bloutière
La Bloutière är en kommun i departementet Manche i regionen Normandie i norra Frankrike. Kommunen ligger i kantonen Villedieu-les-Poêles som tillhör arrondissementet Saint-Lô. År 2022 hade La Bloutière 430 invånare.

## Befolkningsutveckling
Antalet invånare i kommunen La Bloutière
| Referens: INSEE |